# Cinq Secondes avant l'extase
Pour plus de détails, voir Fiche technique et Distribution.
Cinq Secondes avant l'extase (タイム・アバンチュール 絶頂５秒前, Taimu abanchūru: Zecchō 5-byō mae) est une comédie érotique japonaise réalisée par Yōjirō Takita, sortie en 1986.

## Synopsis
Tokyo, 1986. Chaque nuit, une jeune et charmante secrétaire, Etsuko, s'adonne aux plaisirs solitaires en pensant à son chef de service dont elle est amoureuse. Elle voudrait non seulement coucher avec lui mais aussi l'épouser. Jusqu'au jour où elle voit que sa meilleure amie et collègue Naoko couche avec lui. Dévastée, de retour chez elle après cette nouvelle, elle se livre à une masturbation frénétique. Plus excitée que jamais, elle atteint un orgasme si puissant que son corps se transforme en "énergie extatique" couplée avec les ondes d'une radio allumée et qui lui fait traverser le temps. Elle est projetée avec son chaton dans le futur, quinze ans plus tard, en décembre 2001. Vêtue d'un simple peignoir et de sa culotte, elle remarque très vite que les choses ont changé : son quartier a été victime d'un séisme, Clint Eastwood est annoncé président des États-Unis, et Naoko vit désormais avec son patron d'antan. Mais elle rencontre surtout son propre double plus âgée. Dans ce futur ultra-capitaliste, elle est malheureuse avec son mari Okano, un détective privé qui tombe amoureux d'elle plus jeune. Elle est sa propre rivale amoureuse ! Devenue une obsédée de la consommation et peu avenante avec son époux, Etsuko veut à tout prix retourner en 1986. Elle contacte donc un jeune ingénieur cherchant des cobayes pour tester sexuellement sa machine à voyager dans le temps...

## Fiche technique
- Titre original : タイム・アバンチュール 絶頂５秒前 (Taimu abanchūru: Zecchō 5-byō mae?)
- Titre français : Cinq Secondes avant l'extase[1]
- Réalisation : Yōjirō Takita
- Scénario : Isao Takagi
- Montage : Shinji Yamada
- Musique : Kōichi Fujino
- Photographie : Yōichi Shiga
- Production : Haruhisa Okino
- Société de production et distribution : Nikkatsu
- Pays d'origine :  Japon
- Langue originale : japonais
- Format : couleur
- Genre : érotique, roman porno, science-fiction
- Durée : 76 minutes
- Date de sortie : 
  -  Japon : 20 décembre 1986

## Distribution
- Kozue Tanaka : Etsuko Tanaka
- Kaori Sugita : Naoko Tajima
- Yukijirō Hotaru : détective Okano
- Shinobu Wakana
- Saeko Kizuki
- Yuji Nogami : Shin'ichi Komiya
- Tarō Araki : Takeru
- Jimmy Tsuchida
- Yutaka Ikejima
- Kōichi Ueda